# 23 رجب
- السبت
- الأحد
- الاثنين
- الثلاثاء
- الأربعاء
- الخميس
- الجمعة

- 2728 ديسمبر 2024
- 2829 ديسمبر 2024
- 2930 ديسمبر 2024
- 3031 ديسمبر 2024
- 11 يناير 2025
- 22 يناير 2025
- 33 يناير 2025
- 44 يناير 2025
- 55 يناير 2025
- 66 يناير 2025
- 77 يناير 2025
- 88 يناير 2025
- 99 يناير 2025
- 1010 يناير 2025
- 1111 يناير 2025
- 1212 يناير 2025
- 1313 يناير 2025
- 1414 يناير 2025
- 1515 يناير 2025
- 1616 يناير 2025
- 1717 يناير 2025
- 1818 يناير 2025
- 1919 يناير 2025
- 2020 يناير 2025
- 2121 يناير 2025
- 2222 يناير 2025
- 2323 يناير 2025
- 2424 يناير 2025
- 2525 يناير 2025
- 2626 يناير 2025
- 2727 يناير 2025
- 2828 يناير 2025
- 2929 يناير 2025
- 3030 يناير 2025
- 131 يناير 2025

23 رجب أو 23 رجب الفرد أو 23 رجب المُرجَّب أو يوم 23 \ 7 (اليوم الثالث والعشرون من الشهر السابع) هو اليوم المائتين (200) من أيَّام السنة (أو الأوَّل بعد المائتين لو كان شهر جمادى الآخرة مُتممًا لليوم الثلاثين أو الثاني بعد المائتين لو أتم كلاً من صفر وربيع الآخر وجمادى الآخرة ثلاثين يوماً) وفق التقويم الهجري القمري (العربي). يبقى بعده 154 أو 155 يومًا لانتهاء السنة.

## أحداث
- 12هـ - خروج يزيد بن أبي سفيان بأحد الجيوش الأربعة التي أرسلها أبو بكر الصديق لفتح بلاد الشام، وكان قد عقد أربعة ألوية لأربعة من كبار القادة، وهم: يزيد بن أبي سفيان، وعمرو بن العاص، وشرحبيل بن حسنة، وأبو عبيدة بن الجراح.
- 1065هـ - الخضر غيلان يحاصر الإسبان في مدينة العرائش.
- 1230هـ - الولايات المتحدة توقع معاهدة مع إيالة الجزائر التابعة للدولة العثمانية بخصوص حرية الملاحة والتجارة بين الولايات المتحدة والساحل البربري.
- 1272هـ - الدولة العثمانية وبريطانيا العظمى وفرنسا والإمبراطورية النمساوية المجرية والإمبراطورية الروسية وبروسيا وساردونيا توقع "معاهدة باريس"؛ لإنهاء حرب القرم التي شاركت فيها الدول السابقة، وتعدّ هذه المعاهدة من المعاهدات التي صاغت الوجه السياسي لأورة با في القرن التاسع عشر الميلادي.
- 1370هـ - إلغاء قرار حل جماعة الإخوان المسلمين الذي أصدرته الحكومة المصرية بإيعاز من الاحتلال البريطاني.
- 1381هـ - إجراء انتخابات المجلس التأسيسي في الكويت وذلك بهدف وضع دستور للبلد.
- 1387هـ - محمد رضا بهلوي يتوج نفسه إمبراطورًا على إيران.
- 1390هـ - إعلان حالة التأهب القصوى في الأسطول السادس الأمريكي، المرابط بالقرب من شواطئ فلسطين ومصر؛ وذلك بسبب الأوضاع في الأردن التي اشتعلت بالصراع الفلسطيني - الأردني في أحداث أيلول الأسود.
- 1394هـ - الحكومة التركية تصدر أوامرها إلى قواتها العسكرية بالنزول في جزيرة قبرص المتنازَع عليها مع اليونان، وقد تمكنت القوات التركية من السيطرة على 35% من مساحة الجزيرة، حتى وقف إطلاق النار بعد يومين بعد إرسال قوات دولية إلى الجزيرة.
- 1406هـ - الفلسطينيون يزرعون قنبلة في طائرة «خطوط طيران ترانس وارلد» بوينغ 727 التي كانت تقوم برحلة من روما إلى أثينا، وأدى ذلك إلى مقتل 3 ركاب وإصابة 9 آخرون، بينما هبطت الطائرة بسلام.
- 1419هـ - منتخب الكويت لكرة القدم يفوز بكأس الخليج لكرة القدم للمرة التاسعة بتاريخه في البطولة المقامة في البحرين.
- 1430هـ - تحطم طائرة ركاب إيرانية في محافظة قزوين شمال غرب إيران ومقتل جميع ركابها البالغ عددهم 150 راكب.

## مواليد
- 1365هـ - فيحان العربيد، ممثل كويتي.
- 1371هـ - فؤاد الهاشم، كاتب صحفي كويتي.
- 1373هـ - أحمد شوشة، من قيادات جماعة الإخوان المسلمين في مصر.
- 1417هـ - شوق الهادي، ممثلة كويتية.

## وفيات
- 60هـ - معاوية بن أبي سفيان، أول خلفاء الدولة الأموية.
- 321هـ -
  - ابن دريد، شاعر وأديب ونحوي عربي.
  - أبو هاشم الجبائي، عالِم وفقيه من المعتزلة.
- 1427هـ - أحمد مستجير، عالم مصري في علم الأحياء متخصص في التقانة الحيوية.
- 1431هـ - محمد حسين فضل الله، مرجع شيعي لبناني.

## وصلات خارجية
- موقع قصة الإسلام: حدث في شهر رجب.